# Puchar IBU w biathlonie 2013/2014
Puchar IBU w biathlonie 2013/2014 – szósta edycja tego cyklu zawodów. Pierwsze starty odbyły się 22 listopada w szwedzkim Idre, zaś koniec cyklu nastąpił w marcu we włoskim Martell.
Zwycięstwa klasyfikacji generalnej z poprzedniego sezonu bronili zawodnicy rosyjscy Wiktor Wasiljew oraz Anastasija Zagorujko.
Wśród kobiet w klasyfikacji generalnej zwyciężyła, podobnie jak rok wcześniej, Rosjanka Anastasija Zagorujko. Drugie miejsce zajęła jej rodaczka Walentina Nazarowa, zaś trzecie Niemka Nadine Horchler. Zagorujko zwyciężyła także w klasyfikacji sprintu oraz biegu na dochodzenie. W klasyfikacji biegu indywidualnego najlepsza okazała się Nazarowa. Klasyfikacje drużynową wygrały Rosjanki.
W rywalizacji mężczyzn najlepszy okazał się Rosjanin Aleksiej Slepow, który wyprzedził swojego rodaka Timofieja Łapszyna oraz Niemca Benedikta Dolla. Doll triumfował w klasyfikacjach biegu indywidualnego oraz biegu na dochodzenie. Łapszyn wygrał klasyfikację sprintu. W klasyfikacji drużyn najlepsi okazali się Norwegowie.

## Wyniki

### Mężczyźni
| 1. Idre, 22.11.2013 – 24.11.2013 | 1. Idre, 22.11.2013 – 24.11.2013 | 1. Idre, 22.11.2013 – 24.11.2013 | 1. Idre, 22.11.2013 – 24.11.2013 | 1. Idre, 22.11.2013 – 24.11.2013 |
| Data                             | Konkurencja                      | miejsce                          | miejsce                          | miejsce                          |
| -------------------------------- | -------------------------------- | -------------------------------- | -------------------------------- | -------------------------------- |
| 23 listopada 2013                | Sprint na 10 km                  | Timofiej Łapszyn                 | Nathan Smith                     | Erlend Bjøntegaard               |
| 24 listopada 2013                | Sprint na 10 km                  | Andriej Makowiejew               | Daniel Böhm                      | Daniel Mesotitsch                |

| 2. Beitostølen, 26.11.2013 – 30.11.2013 | 2. Beitostølen, 26.11.2013 – 30.11.2013 | 2. Beitostølen, 26.11.2013 – 30.11.2013 | 2. Beitostølen, 26.11.2013 – 30.11.2013 | 2. Beitostølen, 26.11.2013 – 30.11.2013 |
| Data                                    | Konkurencja                             | miejsce                                 | miejsce                                 | miejsce                                 |
| --------------------------------------- | --------------------------------------- | --------------------------------------- | --------------------------------------- | --------------------------------------- |
| 29 listopada 2013                       | Bieg indywidualny na 20 km              | Benedikt Doll                           | Brendan Green                           | Maksim Czudow                           |
| 30 listopada 2013                       | Sprint na 10 km                         | Benedikt Doll                           | Lars Berger                             | Erlend Bjøntegaard                      |

| 3. Obertilliach, 11.12.2013 – 15.12.2013 | 3. Obertilliach, 11.12.2013 – 15.12.2013 | 3. Obertilliach, 11.12.2013 – 15.12.2013                                   | 3. Obertilliach, 11.12.2013 – 15.12.2013                                                 | 3. Obertilliach, 11.12.2013 – 15.12.2013                                   |
| Data                                     | Konkurencja                              | miejsce                                                                    | miejsce                                                                                  | miejsce                                                                    |
| ---------------------------------------- | ---------------------------------------- | -------------------------------------------------------------------------- | ---------------------------------------------------------------------------------------- | -------------------------------------------------------------------------- |
| 12 grudnia 2013                          | Sprint na 10 km                          | Timofiej Łapszyn                                                           | Aleksiej Slepow                                                                          | Sven Grossegger                                                            |
| 14 grudnia 2013                          | Bieg pościgowy na 12,5 km                | Timofiej Łapszyn                                                           | Martin Eng                                                                               | Benedikt Doll                                                              |
| 15 grudnia 2013                          | Sztafeta 4 * 7,5 km                      | Francja Remi Borgeot · Baptiste Jouty · Florent Claude · Antonin Guigonnat | Norwegia Kristoffer Skjelvik · Haavard Bogetveit · Vetle Ravnsborg Gurigard · Martin Eng | Niemcy Michael Willeitner · Tobias Hermann · Johannes Kühn · Benedikt Doll |

| 4. Ridnaun – Val Ridanna, 3.01.2014 – 5.01.2014 | 4. Ridnaun – Val Ridanna, 3.01.2014 – 5.01.2014 | 4. Ridnaun – Val Ridanna, 3.01.2014 – 5.01.2014 | 4. Ridnaun – Val Ridanna, 3.01.2014 – 5.01.2014 | 4. Ridnaun – Val Ridanna, 3.01.2014 – 5.01.2014 |
| Data                                            | Konkurencja                                     | miejsce                                         | miejsce                                         | miejsce                                         |
| ----------------------------------------------- | ----------------------------------------------- | ----------------------------------------------- | ----------------------------------------------- | ----------------------------------------------- |
| 5 stycznia 2014                                 | Sprint na 10 km                                 | Christoph Sumann                                | Aleksiej Slepow                                 | Maksim Cwietkow                                 |
| 6 stycznia 2014                                 | Sprint na 10 km                                 | Erlend Bjøntegaard                              | Aleksiej Slepow                                 | Timofiej Łapszyn                                |

| 5. Ridnaun – Val Ridanna, 8.01.2014 – 12.01.2014 | 5. Ridnaun – Val Ridanna, 8.01.2014 – 12.01.2014 | 5. Ridnaun – Val Ridanna, 8.01.2014 – 12.01.2014 | 5. Ridnaun – Val Ridanna, 8.01.2014 – 12.01.2014 | 5. Ridnaun – Val Ridanna, 8.01.2014 – 12.01.2014 |
| Data                                             | Konkurencja                                      | miejsce                                          | miejsce                                          | miejsce                                          |
| ------------------------------------------------ | ------------------------------------------------ | ------------------------------------------------ | ------------------------------------------------ | ------------------------------------------------ |
| 11 stycznia 2014                                 | Bieg indywidualny na 20 km                       | Lars Helge Birkeland                             | Siergiej Korastyliew                             | Alexander Os                                     |
| 12 stycznia 2014                                 | Sprint na 10 km                                  | Aleksiej Slepow                                  | Lars Helge Birkeland                             | Benedikt Doll                                    |

| 6. Ruhpolding, 16.01.2014 – 18.01.2014 | 6. Ruhpolding, 16.01.2014 – 18.01.2014 | 6. Ruhpolding, 16.01.2014 – 18.01.2014 | 6. Ruhpolding, 16.01.2014 – 18.01.2014 | 6. Ruhpolding, 16.01.2014 – 18.01.2014 |
| Data                                   | Konkurencja                            | miejsce                                | miejsce                                | miejsce                                |
| -------------------------------------- | -------------------------------------- | -------------------------------------- | -------------------------------------- | -------------------------------------- |
| 18 stycznia 2014                       | Sprint na 10 km                        | Lars Berger                            | Antonin Guigonnat                      | David Komatz                           |
| 19 stycznia 2014                       | Bieg pościgowy na 12,5 km              | Julian Eberhard                        | Benedikt Doll                          | Jarosław Iwanow                        |

| 7. Brezno-Osrblie, 7.02.2014 – 9.02.2014 | 7. Brezno-Osrblie, 7.02.2014 – 9.02.2014 | 7. Brezno-Osrblie, 7.02.2014 – 9.02.2014 | 7. Brezno-Osrblie, 7.02.2014 – 9.02.2014 | 7. Brezno-Osrblie, 7.02.2014 – 9.02.2014 |
| Data                                     | Konkurencja                              | miejsce                                  | miejsce                                  | miejsce                                  |
| ---------------------------------------- | ---------------------------------------- | ---------------------------------------- | ---------------------------------------- | ---------------------------------------- |
| 8 lutego 2014                            | Sprint na 10 km                          | Alexander Os                             | Timofiej Łapszyn                         | Håvard Bogetveit                         |
| 9 lutego 2014                            | Bieg pościgowy na 12,5 km                | Timofiej Łapszyn                         | Alexander Os                             | Lars Helge Birkeland                     |

| 8. Martell – Val Martello | 8. Martell – Val Martello | 8. Martell – Val Martello | 8. Martell – Val Martello | 8. Martell – Val Martello |
| Data                      | Konkurencja               | miejsce                   | miejsce                   | miejsce                   |
| ------------------------- | ------------------------- | ------------------------- | ------------------------- | ------------------------- |
| 13 marca 2014             | Sprint na 10 km           | Håvard Bogetveit          | Antonin Guigonnat         | Lorenz Wäger              |
| 15 marca 2014             | Bieg pościgowy na 12,5 km | Aleksiej Slepow           | Maksim Cwietkow           | Håvard Bogetveit          |

### Kobiety
| 1. Idre, 22.11.2013 – 24.11.2013 | 1. Idre, 22.11.2013 – 24.11.2013 | 1. Idre, 22.11.2013 – 24.11.2013 | 1. Idre, 22.11.2013 – 24.11.2013 | 1. Idre, 22.11.2013 – 24.11.2013 |
| Data                             | Konkurencja                      | miejsce                          | miejsce                          | miejsce                          |
| -------------------------------- | -------------------------------- | -------------------------------- | -------------------------------- | -------------------------------- |
| 23 listopada 2013                | Sprint na 7,5 km                 | Weronika Nowakowska-Ziemniak     | Fanny Welle-Strand Horn          | Éva Tófalvi                      |
| 24 listopada 2013                | Sprint na 7,5 km                 | Walentina Nazarowa               | Kathrin Lang                     | Inna Suprun                      |

| 2. Beitostølen, 26.11.2013 – 30.11.2013 | 2. Beitostølen, 26.11.2013 – 30.11.2013 | 2. Beitostølen, 26.11.2013 – 30.11.2013 | 2. Beitostølen, 26.11.2013 – 30.11.2013 | 2. Beitostølen, 26.11.2013 – 30.11.2013 |
| Data                                    | Konkurencja                             | miejsce                                 | miejsce                                 | miejsce                                 |
| --------------------------------------- | --------------------------------------- | --------------------------------------- | --------------------------------------- | --------------------------------------- |
| 29 listopada 2013                       | Bieg indywidualny na 15 km              | Olga Podczufarowa                       | Walentina Nazarowa                      | Olga Abramowa                           |
| 30 listopada 2013                       | Sprint na 7,5 km                        | Swietłana Slepcowa                      | Walentina Nazarowa                      | Audrey Vaillancourt                     |

| 3. Obertilliach, 11.12.2013 – 15.12.2013 | 3. Obertilliach, 11.12.2013 – 15.12.2013 | 3. Obertilliach, 11.12.2013 – 15.12.2013                                                       | 3. Obertilliach, 11.12.2013 – 15.12.2013                                            | 3. Obertilliach, 11.12.2013 – 15.12.2013                                |
| Data                                     | Konkurencja                              | miejsce                                                                                        | miejsce                                                                             | miejsce                                                                 |
| ---------------------------------------- | ---------------------------------------- | ---------------------------------------------------------------------------------------------- | ----------------------------------------------------------------------------------- | ----------------------------------------------------------------------- |
| 12 grudnia 2013                          | Sprint na 7,5 km                         | Nadine Horchler                                                                                | Olga Podczufarowa                                                                   | Galina Nieczkasowa                                                      |
| 14 grudnia 2013                          | Bieg pościgowy na 10 km                  | Nadine Horchler                                                                                | Alexia Runggaldier                                                                  | Karolin Horchler                                                        |
| 15 grudnia 2013                          | Sztafeta 4 * 6 km                        | Norwegia Vilde Ravnsborg Gurigard · Kaia Wøien Nicolaisen · Bente Landheim · Ane Skrove Nossum | Rosja Anastasija Zagorujko · Anna Nikulina · Galina Nieczkasowa · Olga Podczufarowa | Niemcy Kathrin Lang · Vanessa Hinz · Karolin Horchler · Nadine Horchler |

| 4. Ridnaun – Val Ridanna, 3.01.2014 – 5.01.2014 | 4. Ridnaun – Val Ridanna, 3.01.2014 – 5.01.2014 | 4. Ridnaun – Val Ridanna, 3.01.2014 – 5.01.2014 | 4. Ridnaun – Val Ridanna, 3.01.2014 – 5.01.2014 | 4. Ridnaun – Val Ridanna, 3.01.2014 – 5.01.2014 |
| Data                                            | Konkurencja                                     | miejsce                                         | miejsce                                         | miejsce                                         |
| ----------------------------------------------- | ----------------------------------------------- | ----------------------------------------------- | ----------------------------------------------- | ----------------------------------------------- |
| 5 stycznia 2014                                 | Sprint na 7,5 km                                | Vanessa Hinz                                    | Jewgienija Seledcowa                            | Galina Nieczkasowa                              |
| 6 stycznia 2014                                 | Sprint na 7,5 km                                | Vanessa Hinz                                    | Kathrin Lang                                    | Jekatierina Jurłowa                             |

| 5. Ridnaun – Val Ridanna, 8.01.2014 – 12.01.2014 | 5. Ridnaun – Val Ridanna, 8.01.2014 – 12.01.2014 | 5. Ridnaun – Val Ridanna, 8.01.2014 – 12.01.2014 | 5. Ridnaun – Val Ridanna, 8.01.2014 – 12.01.2014 | 5. Ridnaun – Val Ridanna, 8.01.2014 – 12.01.2014 |
| Data                                             | Konkurencja                                      | miejsce                                          | miejsce                                          | miejsce                                          |
| ------------------------------------------------ | ------------------------------------------------ | ------------------------------------------------ | ------------------------------------------------ | ------------------------------------------------ |
| 11 stycznia 2014                                 | Bieg indywidualny na 15 km                       | Nadine Horchler                                  | Marte Olsbu                                      | Jacquemine Baud                                  |
| 12 stycznia 2014                                 | Sprint na 7,5 km                                 | Walentina Nazarowa                               | Vanessa Hinz                                     | Nadine Horchler                                  |

| 6. Ruhpolding, 16.01.2014 – 18.01.2014 | 6. Ruhpolding, 16.01.2014 – 18.01.2014 | 6. Ruhpolding, 16.01.2014 – 18.01.2014 | 6. Ruhpolding, 16.01.2014 – 18.01.2014 | 6. Ruhpolding, 16.01.2014 – 18.01.2014 |
| Data                                   | Konkurencja                            | miejsce                                | miejsce                                | miejsce                                |
| -------------------------------------- | -------------------------------------- | -------------------------------------- | -------------------------------------- | -------------------------------------- |
| 18 stycznia 2014                       | Sprint na 7,5 km                       | Kathrin Lang                           | Bente Landheim                         | Coline Varcin                          |
| 19 stycznia 2014                       | Bieg pościgowy na 10 km                | Kathrin Lang                           | Nadine Horchler                        | Jacquemina Baud                        |

| 7. Brezno-Osrblie, 7.02.2014 – 9.02.2014 | 7. Brezno-Osrblie, 7.02.2014 – 9.02.2014 | 7. Brezno-Osrblie, 7.02.2014 – 9.02.2014 | 7. Brezno-Osrblie, 7.02.2014 – 9.02.2014 | 7. Brezno-Osrblie, 7.02.2014 – 9.02.2014 |
| Data                                     | Konkurencja                              | miejsce                                  | miejsce                                  | miejsce                                  |
| ---------------------------------------- | ---------------------------------------- | ---------------------------------------- | ---------------------------------------- | ---------------------------------------- |
| 8 lutego 2014                            | Sprint na 7,5 km                         | Olga Podczufarowa                        | Anastasija Zagorujko                     | Enora Latuillière                        |
| 9 lutego 2014                            | Bieg pościgowy na 10 km                  | Olga Podczufarowa                        | Walentina Nazarowa                       | Marte Olsbu                              |

| 8. Martell-Val Martello, 12.03.2014 – 16.03.2014 | 8. Martell-Val Martello, 12.03.2014 – 16.03.2014 | 8. Martell-Val Martello, 12.03.2014 – 16.03.2014 | 8. Martell-Val Martello, 12.03.2014 – 16.03.2014 | 8. Martell-Val Martello, 12.03.2014 – 16.03.2014 |
| Data                                             | Konkurencja                                      | miejsce                                          | miejsce                                          | miejsce                                          |
| ------------------------------------------------ | ------------------------------------------------ | ------------------------------------------------ | ------------------------------------------------ | ------------------------------------------------ |
| 13 marca 2014                                    | Sprint na 7,5 km                                 | Walentina Nazarowa                               | Anna Nikulina                                    | Aita Gasparin                                    |
| 15 marca 2013                                    | Bieg pościgowy na 10 km                          | Sophie Boilley                                   | Larisa Kuzniecowa                                | Aita Gasparin                                    |

### Sztafety mieszane
| 6. Ruhpolding, 17.01.2014 – 19.01. 2014 | 6. Ruhpolding, 17.01.2014 – 19.01. 2014 | 6. Ruhpolding, 17.01.2014 – 19.01. 2014                              | 6. Ruhpolding, 17.01.2014 – 19.01. 2014                                                     | 6. Ruhpolding, 17.01.2014 – 19.01. 2014                                        |
| Data                                    | Konkurencja                             | miejsce                                                              | miejsce                                                                                     | miejsce                                                                        |
| --------------------------------------- | --------------------------------------- | -------------------------------------------------------------------- | ------------------------------------------------------------------------------------------- | ------------------------------------------------------------------------------ |
| 17 stycznia 2014                        | Sztafeta mieszana 2 * 6 + 2 * 7,5 km    | Niemcy Kathrin Lang · Nadine Horchler · Benedikt Doll · Florian Graf | Rosja Jekatierina Jurjewa · Walentina Nazarowa · Aleksandr Czernysow · Siergiej Korastyliew | Francja Jacquemine Baud · Enora Latuillière · Remi Borgeot · Antonin Guigonnat |

| 8. Martell-Val Martello, 12.03.2014 – 16.03.2014 | 8. Martell-Val Martello, 12.03.2014 – 16.03.2014 | 8. Martell-Val Martello, 12.03.2014 – 16.03.2014                                   | 8. Martell-Val Martello, 12.03.2014 – 16.03.2014                             | 8. Martell-Val Martello, 12.03.2014 – 16.03.2014                                           |
| Data                                             | Konkurencja                                      | miejsce                                                                            | miejsce                                                                      | miejsce                                                                                    |
| ------------------------------------------------ | ------------------------------------------------ | ---------------------------------------------------------------------------------- | ---------------------------------------------------------------------------- | ------------------------------------------------------------------------------------------ |
| 16 marca 2014                                    | Sztafeta mieszana 2 * 6 + 2 * 7,5 km             | Niemcy Karolin Horchler · Maren Hammerschmidt · Stefan Bartscher · Matthias Bischl | Włochy Michela Ponza · Lisa Vitozzi · Christian De Lorenzi · Markus Windisch | Norwegia Kaia Wøien Nicolaisen · Ane Skrove Nossum · Håvard Bogetveit · Erlend Bjøntegaard |

## Klasyfikacje

### Mężczyźni
| Miejsce | Imię               | Punkty |
| ------- | ------------------ | ------ |
| 1.      | Aleksiej Slepow    | 513    |
| 2       | Timofiej Łapszyn   | 506    |
| 3.      | Benedikt Doll      | 497    |
| 4.      | Håvard Bogetveit   | 479    |
| 5.      | Antonin Guigonnat  | 438    |
| 6.      | Martin Eng         | 394    |
| 7.      | David Komatz       | 364    |
| 8.      | Remi Borgeot       | 348    |
| 9.      | Maksim Cwietkow    | 345    |
| 10.     | Erlend Bjøntegaard | 333    |

| Miejsce | Imię                 | Punkty |
| ------- | -------------------- | ------ |
| 11.     | Sven Grossegger      | 300    |
| 12.     | Michael Reiter       | 285    |
| 13.     | Lars Helge Birkeland | 272    |
| 14.     | Johannes Kühn        | 265    |
| 15.     | Alexander Os         | 246    |
| 16.     | Florent Claude       | 246    |
| 17.     | Andriej Makowiejew   | 241    |
| 18.     | Florian Graf         | 238    |
| 19.     | Julian Eberhard      | 224    |
| 20.     | Baptiste Jouty       | 221    |

| Miejsce | Imię                 | Punkty |
| ------- | -------------------- | ------ |
| 1.      | Benedikt Doll        | 96     |
| 2.      | Brendan Green        | 80     |
| 3.      | Alexander Os         | 68     |
| 4.      | Håvard Bogetveit     | 62     |
| 5.      | Lars Helge Birkeland | 60     |
| 6.      | Sven Grossegger      | 60     |
| 7.      | Antonin Guigonnat    | 57     |
| 8.      | Siergiej Korastyliew | 54     |
| 9.      | Scott Gow            | 52     |
| 10.     | Kristoffer Skjelvik  | 52     |

| Miejsce | Imię               | Punkty |
| ------- | ------------------ | ------ |
| 1.      | Timofiej Łapszyn   | 358    |
| 2.      | Aleksiej Slepow    | 355    |
| 3.      | Håvard Bogetveit   | 318    |
| 4.      | Antonin Guigonnat  | 265    |
| 5.      | Martin Eng         | 264    |
| 6.      | Benedikt Doll      | 256    |
| 7.      | Erlend Bjøntegaard | 242    |
| 8.      | David Komatz       | 239    |
| 9.      | Maksim Cwietkow    | 221    |
| 10.     | Remi Borgeot       | 205    |

| Miejsce | Imię              | Punkty |
| ------- | ----------------- | ------ |
| 1.      | Benedikt Doll     | 145    |
| 2       | Aleksiej Slepow   | 128    |
| 3.      | Maksim Cwietkow   | 124    |
| 4.      | Timofiej Łapszyn  | 120    |
| 5.      | Julian Eberhard   | 120    |
| 6.      | Antonin Guigonnat | 116    |
| 7.      | Martin Eng        | 114    |
| 8.      | Remi Borgeot      | 113    |
| 9.      | Håvard Bogetveit  | 99     |
| 10.     | Baptiste Jouty    | 93     |

| Miejsce | Kraj       | Punkty |
| ------- | ---------- | ------ |
| 1.      | Norwegia   | 5388   |
| 2.      | Rosja      | 5353   |
| 3.      | Niemcy     | 5001   |
| 4.      | Francja    | 4959   |
| 5.      | Austria    | 4938   |
| 6.      | Czechy     | 3946   |
| 7.      | Ukraina    | 3944   |
| 8.      | Szwajcaria | 3911   |
| 9.      | Bułgaria   | 3558   |
| 10.     | Białoruś   | 3385   |

### Kobiety
| Miejsce | Imię                 | Punkty |
| ------- | -------------------- | ------ |
| 1.      | Anastasija Zagorujko | 510    |
| 2       | Walentina Nazarowa   | 489    |
| 3.      | Nadine Horchler      | 478    |
| 4.      | Kathrin Lang         | 421    |
| 5.      | Olga Podczufarowa    | 403    |
| 6.      | Vanessa Hinz         | 392    |
| 7.      | Bente Landheim       | 375    |
| 8.      | Jacquemine Baud      | 375    |
| 9.      | Marte Olsbu          | 351    |
| 10.     | Galina Nieczkasowa   | 317    |

| Miejsce | Imię                  | Punkty |
| ------- | --------------------- | ------ |
| 11.     | Karolin Horchler      | 314    |
| 12.     | Ane Skrove Nossum     | 305    |
| 13.     | Federica Sanfilippo   | 244    |
| 14.     | Anna Nikulina         | 223    |
| 15.     | Darja Wirołajnen      | 222    |
| 16.     | Ala Talkacz           | 197    |
| 17.     | Coline Varcin         | 196    |
| 18.     | Iryna Kryuko          | 192    |
| 19.     | Kaia Wøien Nicolaisen | 188    |
| 20.     | Inna Suprun           | 178    |

| Miejsce | Imię                 | Punkty |
| ------- | -------------------- | ------ |
| 1.      | Walentina Nazarowa   | 97     |
| 2.      | Nadine Horchler      | 96     |
| 3.      | Jacquemine Baud      | 86     |
| 4.      | Marte Olsbu          | 85     |
| 5.      | Olga Podczufarowa    | 60     |
| 6.      | Bente Landheim       | 54     |
| 7.      | Iryna Kryuko         | 54     |
| 8.      | Olga Abramowa        | 51     |
| 9.      | Jenny Jonsson        | 51     |
| 10.     | Anastasija Zagorujko | 50     |

| Miejsce | Imię                 | Punkty |
| ------- | -------------------- | ------ |
| 1.      | Anastasija Zagorujko | 325    |
| 2.      | Kathrin Lang         | 304    |
| 3.      | Walentina Nazarowa   | 300    |
| 4.      | Vanessa Hinz         | 269    |
| 5.      | Nadine Horchler      | 247    |
| 6.      | Olga Podczufarowa    | 225    |
| 7.      | Bente Landheim       | 214    |
| 8.      | Karolin Horchler     | 196    |
| 9.      | Jacquemine Baud      | 193    |
| 10.     | Marte Olsbu          | 184    |

| Miejsce | Imię                 | Punkty |
| ------- | -------------------- | ------ |
| 1.      | Anastasija Zagorujko | 150    |
| 2       | Nadine Horchler      | 135    |
| 3.      | Olga Podczufarowa    | 118    |
| 4.      | Kathrin Lang         | 117    |
| 5.      | Bente Landheim       | 107    |
| 6.      | Galina Nieczkasowa   | 102    |
| 7.      | Ane Skrove Nossum    | 100    |
| 8.      | Sophie Boilley       | 98     |
| 9.      | Darja Wirołajnen     | 97     |
| 10.     | Jacquemine Baud      | 96     |

| Miejsce | Kraj     | Punkty |
| ------- | -------- | ------ |
| 1.      | Rosja    | 5546   |
| 2.      | Niemcy   | 5139   |
| 3.      | Norwegia | 4974   |
| 4.      | Francja  | 4737   |
| 5.      | Ukraina  | 4291   |
| 6.      | Białoruś | 4174   |
| 7.      | Czechy   | 4036   |
| 8.      | Austria  | 3971   |
| 9.      | Kanada   | 3335   |
| 10.     | Bułgaria | 3309   |